# Fantassins, seuls en première ligne
Pour plus de détails, voir Fiche technique et Distribution.
Fantassins, seuls en première ligne (apparu sous le titre russe : Слуга государев, Sluga gosudarev, qui signifie : « Serviteur du souverain ») est un film historique et d'aventure, réalisé par Oleg Riaskov (en).

## Intrigue
L'action se déroule durant la Grande guerre du Nord, dans les environs de Poltava en Ukraine, où Suédois et Russes fourbissent leurs armes en vue d'une bataille décisive. Deux duellistes français, le chevalier Charles de Brézé et le comte de la Bouche, en punition d'avoir outrepassé l'édit royal interdisant les duels, sont envoyés en émissaires et se retrouvent en plein cœur du conflit. Alors que la bataille de Poltava semble imminente, chacun d'eux est attaché à l'un des deux camps en tant qu'observateur mandaté par Louis XIV, mais aucunement préparés à évoluer dans un contexte aussi hostile, les deux messagers devront apprendre à nouer des alliances au gré de leurs rencontres pour espérer revenir en France.

## Distribution
- Dmitri Miller (ru) : le chevalier Charles de Brézé
- Alexandre Boukharov : Grigori Voronov
- Alexeï Tchadov : Angie
- Ksenia Kniazeva (ru) : Charlotte de Monterras
- Daria Semenova : Anka
- Valeri Malikov : le comte Antoine de La Bouche
- Andreï Soukhov : le tsar Pierre le Grand
- Vladislav Demtchenko : le prince Philippe
- Dmitri Chiliaïev (ru) : le roi de France Louis XIV
- Andreï Rykline (ru) : Alexandre Danilovitch Menchikov
- Rodion Yourine : le comte Antoine V de Gramont
- Nikolaï Chindiaïkine (en) : l'aubergiste polonais
- Elena Plaksina (ru) : Praskovia
- Ivan Chibanov : le marquis von Schomberg
- Olga Artngoltz (ru) : la marquise Gretchen von Schomberg
- Edouard Fliorov (ru) : Le roi Charles XII
- Maria Kojevnikova : dame à la cour

## Libération
Fantassins, seuls en première ligne a été distribué dans plus de 20 pays :
- Brésil
- Portugal
- Espagne
- Italie
- Allemagne
- Pays-Bas
- Suède
- Finlande
- Danemark
- France
- Estonie
- Lettonie
- Lituanie
- Ukraine
- Pologne
- République tchèque
- Kazakhstan
- Thaïlande
- Chine
- Inde
- Singapour
- Turquie
- Émirats arabes unis
- Australie
- Israël[3]

### Box office
- Recettes en Russie : 6 800 000 $ (cinéma, TV et DVD)[4]
- Recettes mondiales : 5 100 000 $ (cinéma, TV et DVD)
- Recettes totales : 11 900 000 $ (cinéma, TV et DVD)
- Budget : 6 600 000 $
- Publicité : 2 700 000 $ (Russie)
- Copies : 385 (Russie)

## Différents titres
- Battle of Poltava (Europe)
- Fantassins, seuls en première ligne[5] (France)
- The Sovereign's Servant[6] (International)
- Mitme isanda teener (Estonie)
- O Guerreiro Rei[7] (Brésil)
- Pakt der Bestien - The Sovereign's Servant[8] (Allemagne)
- Pultavan taistelu[9] (Finlande)
- Slaget vid Poltava (Suède)
- Sluha jejího veličenstva (République Tchèque)
- Sługa dwóch panów[10] (Pologne)
- La Espada Del Rey[11] (Espagne)[12]
- Mitme Isanda Teener[13] (Lituanie)